# Sebastes schlegelii
Sebastes schlegelii är en fiskart som beskrevs av Hilgendorf, 1880. Sebastes schlegelii ingår i släktet Sebastes och familjen kungsfiskar. Inga underarter finns listade i Catalogue of Life.